# Prélude non mesuré
Un prélude non mesuré est un prélude dans lequel la durée des notes de musique n'est pas indiquée, et laissée à l'inspiration de l'interprète. Cette pratique est spécifiquement mise en œuvre dans la musique française au XVIIe siècle, par les luthistes et clavecinistes : la notation, de façon conventionnelle, n'utilise que des rondes, sans barre de mesure ni indication de rythme. Quelques compositeurs de la période classique composèrent aussi de courts préludes pour instruments à vent utilisant la notation non mesurée jusque pendant le XIXe siècle.

## Préludes non mesurés pour le luth
Les premiers préludes non mesurés apparaissent à la Renaissance. C'était de courtes pièces improvisées par le luthiste, habituellement jouées comme introduction et pour éprouver l'accord de l'instrument. Plus tard, les préludes non mesurés conservèrent l'aspect improvisé tout en devenant plus longs et plus complexes. Cette forme fit florès en de longues compositions vers le milieu du  XVIIe. De grands joueurs de luth contribuèrent à son développement, notamment Denis Gaultier, René Mézangeau et Germain Pinel. Cependant, après une période d'apogée, le luth était alors en phase de déclin, et les derniers préludes non mesurés destinés à cet instrument datent de la fin du siècle.

## Préludes non mesurés pour le clavecin
Au cours du XVIIe siècle le clavecin remplace progressivement le luth, et la musique de clavecin en France recueille certains traits de la musique pour le luth, notamment l'arpègement des accords (le style « luthé » ou « brisé »). Les préludes non mesurés adaptés au clavecin apparaissent vers 1650, et Louis Couperin est le premier claveciniste connu pour l'avoir adopté. Ses préludes sont notés en longs groupes de rondes reliées par des courbes allongées et ondulées : ce style de notation lui est spécifique. Nicolas Lebègue, un autre compositeur contemporain important, utilise différentes valeurs de notes pour ses préludes non mesurés : c'est dans son livre de pièces de clavecin édité en 1677 que sont imprimés les premiers préludes non mesurés, les compositions de Louis Couperin étant restées en manuscrit. Chambonnières, quant à lui, ne semble pas avoir pratiqué cette forme, au contraire des clavecinistes des générations suivantes et notamment Jean-Henri d'Anglebert puis Louis Marchand, Élisabeth Jacquet de la Guerre et Jean-Philippe Rameau. Le prélude non mesuré a aussi été pratiqué dans les pays germaniques imprégnés de tradition française : Johann Caspar Ferdinand Fischer y fut l'un des premiers à l'inclure dans ses suites pour le clavecin.
L'ouvrage didactique de François Couperin L'Art de toucher le Clavecin (1717) contient huit préludes qui, dans leur esprit, sont non mesurés, mais où le tempo est indiqué pour les besoins de l'enseignement. Ces pièces, avec les préludes donnés par Nicolas Siret dans son second livre (1719), sont chronologiquement parmi les dernières du genre qui tombe en désuétude. Un musicien isolé, Durocher, en publie encore en 1733.